# Italia en la Copa FIFA Confederaciones 2013
La Selección de fútbol de Italia fue uno de los 8 equipos participantes de la Copa FIFA Confederaciones 2013, que se llevó a cabo entre el 15 y el 30 de junio, en Brasil.

## Preparación
| Fecha               | Lugar          |        |                   | Resultado |                  |       |
| ------------------- | -------------- | ------ | ----------------- | --------- | ---------------- | ----- |
| 11 de junio de 2013 | Río de Janeiro | Italia | Bandera de Italia | 2:2 (2:0) | Bandera de Haití | Haití |

## Jugadores
| #  | Nombre               | Posición      | Edad | Club                |
| -- | -------------------- | ------------- | ---- | ------------------- |
| 1  | Gianluigi Buffon     | Portero       | 35   | Juventus            |
| 2  | Christian Maggio     | Defensor      | 31   | SSC Napoli          |
| 3  | Giorgio Chiellini    | Defensor      | 28   | Juventus            |
| 4  | Davide Astori        | Defensor      | 26   | Cagliari Calcio     |
| 5  | Mattia De Sciglio    | Defensor      | 20   | AC Milan            |
| 6  | Antonio Candreva     | Mediocampista | 26   | SS Lazio            |
| 7  | Alberto Aquilani     | Mediocampista | 28   | AC Fiorentina       |
| 8  | Claudio Marchisio    | Mediocampista | 27   | Juventus            |
| 9  | Mario Balotelli      | Delantero     | 22   | AC Milan            |
| 10 | Sebastian Giovinco   | Delantero     | 26   | Juventus            |
| 11 | Alberto Gilardino    | Delantero     | 30   | Bologna             |
| 12 | Salvatore Sirigu     | Portero       | 30   | Paris Saint-Germain |
| 13 | Federico Marchetti   | Portero       | 30   | SS Lazio            |
| 14 | Stephan El Shaarawy  | Delantero     | 20   | AC Milan            |
| 15 | Andrea Barzagli      | Defensor      | 32   | Juventus            |
| 16 | Daniele De Rossi     | Mediocampista | 29   | AS Roma             |
| 17 | Alessio Cerci        | Delantero     | 25   | Torino              |
| 18 | Riccardo Montolivo   | Mediocampista | 28   | AC Milan            |
| 19 | Leonardo Bonucci     | Defensor      | 26   | Juventus            |
| 20 | Ignazio Abate        | Defensor      | 26   | AC Milan            |
| 21 | Andrea Pirlo         | Mediocampista | 34   | Juventus            |
| 22 | Emanuele Giaccherini | Mediocampista | 28   | Juventus            |
| 23 | Alessandro Diamanti  | Mediocampista | 30   | Bologna             |
| DT | Cesare Prandelli     |               |      |                     |

## Participación

### Grupo A
| Equipo | Pts | PJ | PG | PE | PP | GF | GC | Dif |
| ------ | --- | -- | -- | -- | -- | -- | -- | --- |
| Brasil | 9   | 3  | 3  | 0  | 0  | 9  | 2  | 7   |
| Italia | 6   | 3  | 2  | 0  | 1  | 8  | 8  | 0   |
| México | 3   | 3  | 1  | 0  | 2  | 3  | 5  | -2  |
| Japón  | 0   | 3  | 0  | 0  | 3  | 4  | 9  | -5  |

#### México - Italia
| 16 de junio de 2013, 16:00 | México                  | 1:2 (1:1) | Italia                    | Estadio Maracanã, Río de Janeiro                          |                                                           |
|                            | J. Hernández 34' (pen.) | Reporte   | Pirlo 27' · Balotelli 78' | Asistencia: 73 123 espectadores Árbitro(s): Enrique Osses | Asistencia: 73 123 espectadores Árbitro(s): Enrique Osses |

| 12         | Guardameta     | José de Jesús Corona    |     |
| 2          | Defensa        | Francisco Rodríguez     |     |
| 3          | Defensa        | Carlos Salcido          |     |
| 15         | Defensa        | Héctor Moreno           |     |
| 22         | Defensa        | Gerardo Flores Zúñiga   |     |
| 6          | Centrocampista | Gerardo Torrado         |     |
| 11         | Centrocampista | Javier Aquino           | 53' |
| 17         | Centrocampista | Eduardo Zavala          | 86' |
| 18         | Centrocampista | Andrés Guardado         |     |
| 10         | Delantero      | Giovani dos Santos      |     |
| 14         | Delantero      | Javier Hernández        |     |
| Entrenador | Entrenador     | José Manuel de la Torre |     |

| 1          | Guardameta     | Gianluigi Buffon     |     |
| 3          | Defensa        | Giorgio Chiellini    |     |
| 5          | Defensa        | Mattia De Sciglio    |     |
| 15         | Defensa        | Andrea Barzagli      |     |
| 20         | Defensa        | Ignazio Abate        |     |
| 8          | Centrocampista | Claudio Marchisio    | 68' |
| 16         | Centrocampista | Daniele De Rossi     |     |
| 18         | Centrocampista | Riccardo Montolivo   |     |
| 21         | Centrocampista | Andrea Pirlo         |     |
| 22         | Centrocampista | Emanuele Giaccherini | 88' |
| 9          | Delantero      | Mario Balotelli      | 86' |
| Entrenador | Entrenador     | Cesare Prandelli     |     |

| 21 | Defensa   | Hiram Mier   | 53' |
| 19 | Delantero | Raúl Jiménez | 86' |

| 17 | Centrocampista | Alessio Cerci     | 68' |
| 11 | Delantero      | Alberto Gilardino | 86' |
| 7  | Centrocampista | Alberto Aquilani  | 88' |

| Anotado · Penal | 34' | Javier Hernández | 1-1 |

| Anotado | 27' | Andrea Pirlo    | 0-1 |
| Anotado | 78' | Mario Balotelli | 1-2 |

| Amonestado | 47' | Héctor Moreno      |
| Amonestado | 58' | Giovani dos Santos |

| Amonestado | 34' | Andrea Barzagli  |
| Amonestado | 79' | Mario Balotelli  |
| Amonestado | 81' | Daniele De Rossi |

| Árbitro             | Enrique Osses   |
| Árbitros asistentes | Carlos Astroza  |
| Árbitros asistentes | Sergio Román    |
| Cuarto Árbitro      | Djamel Haimoudi |

| 12         | Guardameta     | José de Jesús Corona    |     |
| 2          | Defensa        | Francisco Rodríguez     |     |
| 3          | Defensa        | Carlos Salcido          |     |
| 15         | Defensa        | Héctor Moreno           |     |
| 22         | Defensa        | Gerardo Flores Zúñiga   |     |
| 6          | Centrocampista | Gerardo Torrado         |     |
| 11         | Centrocampista | Javier Aquino           | 53' |
| 17         | Centrocampista | Eduardo Zavala          | 86' |
| 18         | Centrocampista | Andrés Guardado         |     |
| 10         | Delantero      | Giovani dos Santos      |     |
| 14         | Delantero      | Javier Hernández        |     |
| Entrenador | Entrenador     | José Manuel de la Torre |     |

| 1          | Guardameta     | Gianluigi Buffon     |     |
| 3          | Defensa        | Giorgio Chiellini    |     |
| 5          | Defensa        | Mattia De Sciglio    |     |
| 15         | Defensa        | Andrea Barzagli      |     |
| 20         | Defensa        | Ignazio Abate        |     |
| 8          | Centrocampista | Claudio Marchisio    | 68' |
| 16         | Centrocampista | Daniele De Rossi     |     |
| 18         | Centrocampista | Riccardo Montolivo   |     |
| 21         | Centrocampista | Andrea Pirlo         |     |
| 22         | Centrocampista | Emanuele Giaccherini | 88' |
| 9          | Delantero      | Mario Balotelli      | 86' |
| Entrenador | Entrenador     | Cesare Prandelli     |     |

| 21 | Defensa   | Hiram Mier   | 53' |
| 19 | Delantero | Raúl Jiménez | 86' |

| 17 | Centrocampista | Alessio Cerci     | 68' |
| 11 | Delantero      | Alberto Gilardino | 86' |
| 7  | Centrocampista | Alberto Aquilani  | 88' |

| Anotado · Penal | 34' | Javier Hernández | 1-1 |

| Anotado | 27' | Andrea Pirlo    | 0-1 |
| Anotado | 78' | Mario Balotelli | 1-2 |

| Amonestado | 47' | Héctor Moreno      |
| Amonestado | 58' | Giovani dos Santos |

| Amonestado | 34' | Andrea Barzagli  |
| Amonestado | 79' | Mario Balotelli  |
| Amonestado | 81' | Daniele De Rossi |

| Árbitro             | Enrique Osses   |
| Árbitros asistentes | Carlos Astroza  |
| Árbitros asistentes | Sergio Román    |
| Cuarto Árbitro      | Djamel Haimoudi |

| Estadísticas       | Bandera de México | Bandera de Italia |
| Tiros              | 10                | 14                |
| Tiros a puerta     | 4                 | 7                 |
| Faltas             | 17                | 18                |
| Saques de esquina  | 3                 | 4                 |
| Tiros libres       | 17                | 19                |
| Penalties          | 1                 | 0                 |
| Fueras de juego    | 0                 | 1                 |
| Tarjetas amarillas | 2                 | 3                 |
| Tarjetas rojas     | 0                 | 0                 |
| Posesión de balón  | 42%               | 58%               |

#### Italia - Japón
| 19 de junio de 2013, 19:00 | Italia                                                                 | 4:3 (1:2) | Japón                                       | Arena Pernambuco, Recife                               |                                                        |
|                            | De Rossi 41' · Uchida 50' (a.g.) · Balotelli 52' (pen.) · Giovinco 86' | Reporte   | Honda 21' (pen.) · Kagawa 33' · Okazaki 69' | Asistencia: 40 489 espectadores Árbitro(s): Diego Abal | Asistencia: 40 489 espectadores Árbitro(s): Diego Abal |

| 1          | Guardameta     | Gianluigi Buffon     |     |
| 2          | Defensa        | Christian Maggio     | 59' |
| 3          | Defensa        | Giorgio Chiellini    |     |
| 5          | Defensa        | Mattia De Sciglio    |     |
| 15         | Defensa        | Andrea Barzagli      |     |
| 7          | Centrocampista | Alberto Aquilani     | 30' |
| 16         | Centrocampista | Daniele De Rossi     |     |
| 18         | Centrocampista | Riccardo Montolivo   |     |
| 21         | Centrocampista | Andrea Pirlo         |     |
| 22         | Centrocampista | Emanuele Giaccherini | 68' |
| 9          | Delantero      | Mario Balotelli      |     |
| Entrenador | Entrenador     | Cesare Prandelli     |     |

| 1          | Guardameta     | Eiji Kawashima     |       |
| 5          | Defensa        | Yuto Nagatomo      |       |
| 6          | Defensa        | Atsuto Uchida      | 73'   |
| 15         | Defensa        | Yasuyuki Konno     |       |
| 22         | Defensa        | Maya Yoshida       |       |
| 4          | Centrocampista | Keisuke Honda      |       |
| 7          | Centrocampista | Yasuhito Endō      |       |
| 17         | Centrocampista | Makoto Hasebe      | 90+2' |
| 9          | Delantero      | Shinji Okazaki     |       |
| 10         | Delantero      | Shinji Kagawa      |       |
| 18         | Delantero      | Ryōichi Maeda      | 79'   |
| Entrenador | Entrenador     | Alberto Zaccheroni |       |

| 10 | Delantero      | Sebastian Giovinco | 30' |
| 20 | Defensa        | Ignazio Abate      | 59' |
| 8  | Centrocampista | Claudio Marchisio  | 68' |

| 21 | Defensa        | Hiroki Sakai   | 73'   |
| 11 | Centrocampista | Mike Havenaar  | 79'   |
| 14 | Centrocampista | Kengo Nakamura | 90+2' |

| Anotado         | 41' | Daniele De Rossi   | 1-2 |
|                 | 50' | Atsuto Uchida      | 2-2 |
| Anotado · Penal | 52' | Mario Balotelli    | 3-2 |
| Anotado         | 86' | Sebastian Giovinco | 4-3 |

| Anotado · Penal | 21' | Keisuke Honda  | 0-1 |
| Anotado         | 33' | Shinji Kagawa  | 0-2 |
| Anotado         | 69' | Shinji Okazaki | 3-3 |

| Amonestado | 20' | Gianluigi Buffon |
| Amonestado | 36' | Daniele De Rossi |

| Amonestado | 52' | Makoto Hasebe  |
| Amonestado | 90' | Yasuyuki Konno |

| Árbitro             | Diego Abal         |
| Árbitros asistentes | Hernán Maidana     |
| Árbitros asistentes | Juan Pablo Belatti |
| Cuarto Árbitro      | Joel Aguilar       |

| 1          | Guardameta     | Gianluigi Buffon     |     |
| 2          | Defensa        | Christian Maggio     | 59' |
| 3          | Defensa        | Giorgio Chiellini    |     |
| 5          | Defensa        | Mattia De Sciglio    |     |
| 15         | Defensa        | Andrea Barzagli      |     |
| 7          | Centrocampista | Alberto Aquilani     | 30' |
| 16         | Centrocampista | Daniele De Rossi     |     |
| 18         | Centrocampista | Riccardo Montolivo   |     |
| 21         | Centrocampista | Andrea Pirlo         |     |
| 22         | Centrocampista | Emanuele Giaccherini | 68' |
| 9          | Delantero      | Mario Balotelli      |     |
| Entrenador | Entrenador     | Cesare Prandelli     |     |

| 1          | Guardameta     | Eiji Kawashima     |       |
| 5          | Defensa        | Yuto Nagatomo      |       |
| 6          | Defensa        | Atsuto Uchida      | 73'   |
| 15         | Defensa        | Yasuyuki Konno     |       |
| 22         | Defensa        | Maya Yoshida       |       |
| 4          | Centrocampista | Keisuke Honda      |       |
| 7          | Centrocampista | Yasuhito Endō      |       |
| 17         | Centrocampista | Makoto Hasebe      | 90+2' |
| 9          | Delantero      | Shinji Okazaki     |       |
| 10         | Delantero      | Shinji Kagawa      |       |
| 18         | Delantero      | Ryōichi Maeda      | 79'   |
| Entrenador | Entrenador     | Alberto Zaccheroni |       |

| 10 | Delantero      | Sebastian Giovinco | 30' |
| 20 | Defensa        | Ignazio Abate      | 59' |
| 8  | Centrocampista | Claudio Marchisio  | 68' |

| 21 | Defensa        | Hiroki Sakai   | 73'   |
| 11 | Centrocampista | Mike Havenaar  | 79'   |
| 14 | Centrocampista | Kengo Nakamura | 90+2' |

| Anotado         | 41' | Daniele De Rossi   | 1-2 |
|                 | 50' | Atsuto Uchida      | 2-2 |
| Anotado · Penal | 52' | Mario Balotelli    | 3-2 |
| Anotado         | 86' | Sebastian Giovinco | 4-3 |

| Anotado · Penal | 21' | Keisuke Honda  | 0-1 |
| Anotado         | 33' | Shinji Kagawa  | 0-2 |
| Anotado         | 69' | Shinji Okazaki | 3-3 |

| Amonestado | 20' | Gianluigi Buffon |
| Amonestado | 36' | Daniele De Rossi |

| Amonestado | 52' | Makoto Hasebe  |
| Amonestado | 90' | Yasuyuki Konno |

| Árbitro             | Diego Abal         |
| Árbitros asistentes | Hernán Maidana     |
| Árbitros asistentes | Juan Pablo Belatti |
| Cuarto Árbitro      | Joel Aguilar       |

| Estadísticas       | Bandera de Italia | Bandera de Japón |
| Tiros              | 12                | 17               |
| Tiros a puerta     | 8                 | 11               |
| Faltas             | 15                | 17               |
| Saques de esquina  | 2                 | 6                |
| Tiros libres       | 15                | 22               |
| Penalties          | 1                 | 1                |
| Fueras de juego    | 0                 | 5                |
| Tarjetas amarillas | 2                 | 2                |
| Tarjetas rojas     | 0                 | 0                |
| Posesión de balón  | 45%               | 55%              |

#### Italia - Brasil
| 22 de junio de 2013, 16:00 | Italia                          | 2:4 (0:1) | Brasil                                   | Arena Fonte Nova, Salvador                                  |                                                             |
|                            | Giaccherini 51' · Chiellini 71' | Reporte   | Dante 45+1' · Neymar 55' · Fred 66', 89' | Asistencia: 48 874 espectadores Árbitro(s): Ravshan Irmatov | Asistencia: 48 874 espectadores Árbitro(s): Ravshan Irmatov |

| 1          | Guardameta     | Gianluigi Buffon    |     |
| 3          | Defensa        | Giorgio Chiellini   |     |
| 5          | Defensa        | Mattia De Sciglio   |     |
| 19         | Defensa        | Leonardo Bonucci    |     |
| 20         | Defensa        | Ignazio Abate       | 30' |
| 6          | Centrocampista | Antonio Candreva    |     |
| 7          | Centrocampista | Alberto Aquilani    |     |
| 8          | Centrocampista | Claudio Marchisio   |     |
| 18         | Centrocampista | Riccardo Montolivo  | 26' |
| 23         | Centrocampista | Alessandro Diamanti | 72' |
| 9          | Delantero      | Mario Balotelli     |     |
| Entrenador | Entrenador     | Cesare Prandelli    |     |

| 1          | Guardameta     | Júlio César         |     |
| 2          | Defensa        | Dani Alves          |     |
| 3          | Defensa        | Thiago Silva        |     |
| 4          | Defensa        | David Luiz          | 33' |
| 6          | Defensa        | Marcelo             |     |
| 8          | Centrocampista | Hernanes            |     |
| 11         | Centrocampista | Oscar               |     |
| 17         | Centrocampista | Luiz Gustavo        |     |
| 9          | Delantero      | Fred                |     |
| 10         | Delantero      | Neymar              | 69' |
| 19         | Delantero      | Hulk                | 76' |
| Entrenador | Entrenador     | Luiz Felipe Scolari |     |

| 22 | Centrocampista | Emanuele Giaccherini | 26' |
| 2  | Defensa        | Christian Maggio     | 30' |
| 14 | Delantero      | Stephan El Shaarawy  | 72' |

| 13 | Defensa        | Dante    | 33' |
| 20 | Centrocampista | Bernard  | 69' |
| 5  | Centrocampista | Fernando | 76' |

| Anotado | 51' | Emanuele Giaccherini | 1-1 |
| Anotado | 71' | Giorgio Chiellini    | 2-3 |

| Anotado | 45+1' | Dante  | 0-1 |
| Anotado | 55'   | Neymar | 1-2 |
| Anotado | 66'   | Fred   | 1-3 |
| Anotado | 89'   | Fred   | 2-4 |

| Amonestado | 40' | Claudio Marchisio |

| Amonestado | 8'  | David Luiz   |
| Amonestado | 28' | Neymar       |
| Amonestado | 44' | Luiz Gustavo |

| Árbitro             | Ravshan Irmatov       |
| Árbitros asistentes | Abduxamidullo Rasulov |
| Árbitros asistentes | Bakhadyr Kochkarov    |
| Cuarto Árbitro      | Yuichi Nishimura      |

| 1          | Guardameta     | Gianluigi Buffon    |     |
| 3          | Defensa        | Giorgio Chiellini   |     |
| 5          | Defensa        | Mattia De Sciglio   |     |
| 19         | Defensa        | Leonardo Bonucci    |     |
| 20         | Defensa        | Ignazio Abate       | 30' |
| 6          | Centrocampista | Antonio Candreva    |     |
| 7          | Centrocampista | Alberto Aquilani    |     |
| 8          | Centrocampista | Claudio Marchisio   |     |
| 18         | Centrocampista | Riccardo Montolivo  | 26' |
| 23         | Centrocampista | Alessandro Diamanti | 72' |
| 9          | Delantero      | Mario Balotelli     |     |
| Entrenador | Entrenador     | Cesare Prandelli    |     |

| 1          | Guardameta     | Júlio César         |     |
| 2          | Defensa        | Dani Alves          |     |
| 3          | Defensa        | Thiago Silva        |     |
| 4          | Defensa        | David Luiz          | 33' |
| 6          | Defensa        | Marcelo             |     |
| 8          | Centrocampista | Hernanes            |     |
| 11         | Centrocampista | Oscar               |     |
| 17         | Centrocampista | Luiz Gustavo        |     |
| 9          | Delantero      | Fred                |     |
| 10         | Delantero      | Neymar              | 69' |
| 19         | Delantero      | Hulk                | 76' |
| Entrenador | Entrenador     | Luiz Felipe Scolari |     |

| 22 | Centrocampista | Emanuele Giaccherini | 26' |
| 2  | Defensa        | Christian Maggio     | 30' |
| 14 | Delantero      | Stephan El Shaarawy  | 72' |

| 13 | Defensa        | Dante    | 33' |
| 20 | Centrocampista | Bernard  | 69' |
| 5  | Centrocampista | Fernando | 76' |

| Anotado | 51' | Emanuele Giaccherini | 1-1 |
| Anotado | 71' | Giorgio Chiellini    | 2-3 |

| Anotado | 45+1' | Dante  | 0-1 |
| Anotado | 55'   | Neymar | 1-2 |
| Anotado | 66'   | Fred   | 1-3 |
| Anotado | 89'   | Fred   | 2-4 |

| Amonestado | 40' | Claudio Marchisio |

| Amonestado | 8'  | David Luiz   |
| Amonestado | 28' | Neymar       |
| Amonestado | 44' | Luiz Gustavo |

| Árbitro             | Ravshan Irmatov       |
| Árbitros asistentes | Abduxamidullo Rasulov |
| Árbitros asistentes | Bakhadyr Kochkarov    |
| Cuarto Árbitro      | Yuichi Nishimura      |

| Estadísticas       | Bandera de Italia | Bandera de Brasil |
| Tiros              | 10                | 14                |
| Tiros a puerta     | 4                 | 11                |
| Faltas             | 18                | 27                |
| Saques de esquina  | 6                 | 5                 |
| Tiros libres       | 19                | 30                |
| Penalties          | 0                 | 0                 |
| Fueras de juego    | 1                 | 3                 |
| Tarjetas amarillas | 1                 | 3                 |
| Tarjetas rojas     | 0                 | 0                 |
| Posesión de balón  | 45%               | 55%               |

### Semifinales

#### España - Italia
| 27 de junio de 2013, 16:00 | España                                                   | 0:0 (7:6 p.)               | Italia                                                                  | Estadio Castelao, Fortaleza                             |                                                         |
|                            |                                                          | Reporte                    |                                                                         | Asistencia: 56 083 espectadores Árbitro(s): Howard Webb | Asistencia: 56 083 espectadores Árbitro(s): Howard Webb |
|                            |                                                          | Tiros desde el punto penal |                                                                         |                                                         |                                                         |
|                            | Xavi · Iniesta · Piqué · Ramos · Mata · Busquets · Navas |                            | Candreva · Aquilani · De Rossi · Giovinco · Pirlo · Montolivo · Bonucci |                                                         |                                                         |

| 1          | Guardameta     | Iker Casillas      |     |
| 15         | Defensa        | Sergio Ramos       |     |
| 3          | Defensa        | Gerard Piqué       |     |
| 18         | Defensa        | Jordi Alba         |     |
| 17         | Defensa        | Álvaro Arbeloa     |     |
| 16         | Centrocampista | Sergio Busquets    |     |
| 6          | Centrocampista | Andrés Iniesta     |     |
| 8          | Centrocampista | Xavi Hernández     |     |
| 11         | Delantero      | Pedro              | 79' |
| 21         | Delantero      | David Silva        | 53' |
| 9          | Delantero      | Fernando Torres    | 94' |
| Entrenador | Entrenador     | Vicente del Bosque |     |

| 1          | Guardameta     | Gianluigi Buffon     |     |
| 15         | Defensa        | Andrea Barzagli      | 45' |
| 19         | Defensa        | Leonardo Bonucci     |     |
| 3          | Defensa        | Giorgio Chiellini    |     |
| 21         | Centrocampista | Andrea Pirlo         |     |
| 16         | Centrocampista | Daniele De Rossi     |     |
| 2          | Centrocampista | Christian Maggio     |     |
| 22         | Centrocampista | Emanuele Giaccherini |     |
| 6          | Centrocampista | Antonio Candreva     |     |
| 8          | Centrocampista | Claudio Marchisio    | 80' |
| 11         | Delantero      | Alberto Gilardino    | 91' |
| Entrenador | Entrenador     | Cesare Prandelli     |     |

| 22 | Centrocampista | Jesús Navas   | 53' |
| 13 | Centrocampista | Juan Mata     | 79' |
| 4  | Centrocampista | Javi Martínez | 94' |

| 18 | Centrocampista | Riccardo Montolivo | 45' |
| 7  | Centrocampista | Alberto Aquilani   | 80' |
| 10 | Delantero      | Sebastian Giovinco | 91' |

| Amonestado | 105+1' | Gerard Piqué |

| Amonestado | 65' | Daniele De Rossi |

|                 |                  | 0:1 | Acierto de penal         | Antonio Candreva   |  |  |
| Xavi Hernández  | Acierto de penal | 1:1 |                          |                    |  |  |
|                 |                  | 1:2 | Acierto de penal         | Alberto Aquilani   |  |  |
| Andrés Iniesta  | Acierto de penal | 2:2 |                          |                    |  |  |
|                 |                  | 2:3 | Acierto de penal         | Daniele De Rossi   |  |  |
| Gerard Piqué    | Acierto de penal | 3:3 |                          |                    |  |  |
|                 |                  | 3:4 | Acierto de penal         | Sebastian Giovinco |  |  |
| Sergio Ramos    | Acierto de penal | 4:4 |                          |                    |  |  |
|                 |                  | 4:5 | Acierto de penal         | Andrea Pirlo       |  |  |
| Juan Mata       | Acierto de penal | 5:5 |                          |                    |  |  |
|                 |                  | 5:6 | Acierto de penal         | Riccardo Montolivo |  |  |
| Sergio Busquets | Acierto de penal | 6:6 |                          |                    |  |  |
|                 |                  | 6:6 | Fallo de penal (Fallado) | Leonardo Bonucci   |  |  |
| Jesús Navas     | Acierto de penal | 7:6 |                          |                    |  |  |

| Árbitro             | Howard Webb       |
| Árbitros asistentes | Michael Mullarkey |
| Árbitros asistentes | Darren Cann       |
| Cuarto Árbitro      | Pedro Proença     |

| 1          | Guardameta     | Iker Casillas      |     |
| 15         | Defensa        | Sergio Ramos       |     |
| 3          | Defensa        | Gerard Piqué       |     |
| 18         | Defensa        | Jordi Alba         |     |
| 17         | Defensa        | Álvaro Arbeloa     |     |
| 16         | Centrocampista | Sergio Busquets    |     |
| 6          | Centrocampista | Andrés Iniesta     |     |
| 8          | Centrocampista | Xavi Hernández     |     |
| 11         | Delantero      | Pedro              | 79' |
| 21         | Delantero      | David Silva        | 53' |
| 9          | Delantero      | Fernando Torres    | 94' |
| Entrenador | Entrenador     | Vicente del Bosque |     |

| 1          | Guardameta     | Gianluigi Buffon     |     |
| 15         | Defensa        | Andrea Barzagli      | 45' |
| 19         | Defensa        | Leonardo Bonucci     |     |
| 3          | Defensa        | Giorgio Chiellini    |     |
| 21         | Centrocampista | Andrea Pirlo         |     |
| 16         | Centrocampista | Daniele De Rossi     |     |
| 2          | Centrocampista | Christian Maggio     |     |
| 22         | Centrocampista | Emanuele Giaccherini |     |
| 6          | Centrocampista | Antonio Candreva     |     |
| 8          | Centrocampista | Claudio Marchisio    | 80' |
| 11         | Delantero      | Alberto Gilardino    | 91' |
| Entrenador | Entrenador     | Cesare Prandelli     |     |

| 22 | Centrocampista | Jesús Navas   | 53' |
| 13 | Centrocampista | Juan Mata     | 79' |
| 4  | Centrocampista | Javi Martínez | 94' |

| 18 | Centrocampista | Riccardo Montolivo | 45' |
| 7  | Centrocampista | Alberto Aquilani   | 80' |
| 10 | Delantero      | Sebastian Giovinco | 91' |

| Amonestado | 105+1' | Gerard Piqué |

| Amonestado | 65' | Daniele De Rossi |

|                 |                  | 0:1 | Acierto de penal         | Antonio Candreva   |  |  |
| Xavi Hernández  | Acierto de penal | 1:1 |                          |                    |  |  |
|                 |                  | 1:2 | Acierto de penal         | Alberto Aquilani   |  |  |
| Andrés Iniesta  | Acierto de penal | 2:2 |                          |                    |  |  |
|                 |                  | 2:3 | Acierto de penal         | Daniele De Rossi   |  |  |
| Gerard Piqué    | Acierto de penal | 3:3 |                          |                    |  |  |
|                 |                  | 3:4 | Acierto de penal         | Sebastian Giovinco |  |  |
| Sergio Ramos    | Acierto de penal | 4:4 |                          |                    |  |  |
|                 |                  | 4:5 | Acierto de penal         | Andrea Pirlo       |  |  |
| Juan Mata       | Acierto de penal | 5:5 |                          |                    |  |  |
|                 |                  | 5:6 | Acierto de penal         | Riccardo Montolivo |  |  |
| Sergio Busquets | Acierto de penal | 6:6 |                          |                    |  |  |
|                 |                  | 6:6 | Fallo de penal (Fallado) | Leonardo Bonucci   |  |  |
| Jesús Navas     | Acierto de penal | 7:6 |                          |                    |  |  |

| Árbitro             | Howard Webb       |
| Árbitros asistentes | Michael Mullarkey |
| Árbitros asistentes | Darren Cann       |
| Cuarto Árbitro      | Pedro Proença     |

| Estadísticas       | Bandera de España | Bandera de Italia |
| Tiros              | 19                | 13                |
| Tiros a puerta     | 5                 | 6                 |
| Faltas             | 12                | 17                |
| Saques de esquina  | 7                 | 6                 |
| Tiros libres       | 14                | 26                |
| Penalties          | 0                 | 0                 |
| Fueras de juego    | 2                 | 9                 |
| Tarjetas amarillas | 1                 | 1                 |
| Tarjetas rojas     | 0                 | 0                 |
| Posesión de balón  | 54%               | 46%               |

### Tercer lugar

#### Uruguay - Italia
| 30 de junio de 2013, 13:00 | Uruguay                                      | 2:2 (2:2; 0:1) (t. s.)(0:0 t. s.)(2:3 p.) | Italia                                            | Arena Fonte Nova, Salvador de Bahía                         |                                                             |
|                            | Cavani 58', 78'                              | Reporte                                   | Astori 24' · Diamanti 73'                         | Asistencia: 43 382 espectadores Árbitro(s): Djamel Haimoudi | Asistencia: 43 382 espectadores Árbitro(s): Djamel Haimoudi |
|                            |                                              | Tiros desde el punto penal                |                                                   |                                                             |                                                             |
|                            | Forlán · Cavani · Suárez · Cáceres · Gargano |                                           | Aquilani · El Shaarawy · De Sciglio · Giaccherini |                                                             |                                                             |

| 1          | Guardameta     | Fernando Muslera         |      |
| 16         | Defensa        | Maximiliano Pereira      | 81'  |
| 2          | Defensa        | Diego Lugano             |      |
| 3          | Defensa        | Diego Godín              |      |
| 22         | Defensa        | Martín Cáceres           |      |
| 17         | Centrocampista | Egidio Arévalo Ríos      | 106' |
| 5          | Centrocampista | Walter Gargano           |      |
| 7          | Centrocampista | Cristian Rodríguez       | 56'  |
| 10         | Delantero      | Diego Forlán             |      |
| 21         | Delantero      | Edinson Cavani           |      |
| 9          | Delantero      | Luis Suárez              |      |
| Entrenador | Entrenador     | Óscar Washington Tabárez |      |

| 1          | Guardameta     | Gianluigi Buffon    |     |
| 2          | Defensa        | Christian Maggio    |     |
| 4          | Defensa        | Davide Astori       | 95' |
| 5          | Defensa        | Mattia De Sciglio   |     |
| 3          | Defensa        | Giorgio Chiellini   |     |
| 23         | Centrocampista | Alessandro Diamanti | 82' |
| 16         | Centrocampista | Daniele De Rossi    | 70' |
| 18         | Centrocampista | Riccardo Montolivo  |     |
| 6          | Centrocampista | Antonio Candreva    |     |
| 14         | Centrocampista | Stephan El Shaarawy |     |
| 11         | Delantero      | Alberto Gilardino   |     |
| Entrenador | Entrenador     | Cesare Prandelli    |     |

| 20 | Centrocampista | Álvaro González | 56'  |
| 6  | Centrocampista | Álvaro Pereira  | 81'  |
| 15 | Centrocampista | Diego Pérez     | 106' |

| 7  | Centrocampista | Alberto Aquilani     | 70' |
| 22 | Centrocampista | Emanuele Giaccherini | 82' |
| 19 | Defensa        | Leonardo Bonucci     | 95' |

| Amonestado | 8'  | Maximiliano Pereira |
| Amonestado | 61' | Luis Suárez         |

| Amonestado | 55' | Giorgio Chiellini  |
| Amonestado | 82' | Riccardo Montolivo |

| Otorgado · Expulsado | 110' | Riccardo Montolivo |

| Anotado | 58' | Edinson Cavani | 1-1 |
| Anotado | 76' | Edinson Cavani | 2-2 |

| Anotado | 24' | Davide Astori       | 0-1 |
| Anotado | 73' | Alessandro Diamanti | 1-2 |

| Diego Forlán   | Fallo de penal (Atajado) | 0 : 0 |                          |                      |
|                |                          | 0 : 1 | Acierto de penal         | Alberto Aquilani     |
|                |                          |       |                          |                      |
| Edinson Cavani | Acierto de penal         | 1 : 1 |                          |                      |
|                |                          | 1 : 2 | Acierto de penal         | Stephan El Shaarawy  |
| Luis Suárez    | Acierto de penal         | 2 : 2 |                          |                      |
|                |                          | 2 : 2 | Fallo de penal (Atajado) | Mattia De Sciglio    |
| Martín Cáceres | Fallo de penal (Atajado) | 2 : 2 |                          |                      |
|                |                          | 2 : 3 | Acierto de penal         | Emanuele Giaccherini |
| Walter Gargano | Fallo de penal (Atajado) | 2 : 3 |                          |                      |

| Árbitro             | Djamel Haimoudi   |
| Árbitros asistentes | Redouane Achik    |
| Árbitros asistentes | Abdelhak Etchiali |
| Cuarto Árbitro      | Yuichi Nishimura  |

| 1          | Guardameta     | Fernando Muslera         |      |
| 16         | Defensa        | Maximiliano Pereira      | 81'  |
| 2          | Defensa        | Diego Lugano             |      |
| 3          | Defensa        | Diego Godín              |      |
| 22         | Defensa        | Martín Cáceres           |      |
| 17         | Centrocampista | Egidio Arévalo Ríos      | 106' |
| 5          | Centrocampista | Walter Gargano           |      |
| 7          | Centrocampista | Cristian Rodríguez       | 56'  |
| 10         | Delantero      | Diego Forlán             |      |
| 21         | Delantero      | Edinson Cavani           |      |
| 9          | Delantero      | Luis Suárez              |      |
| Entrenador | Entrenador     | Óscar Washington Tabárez |      |

| 1          | Guardameta     | Gianluigi Buffon    |     |
| 2          | Defensa        | Christian Maggio    |     |
| 4          | Defensa        | Davide Astori       | 95' |
| 5          | Defensa        | Mattia De Sciglio   |     |
| 3          | Defensa        | Giorgio Chiellini   |     |
| 23         | Centrocampista | Alessandro Diamanti | 82' |
| 16         | Centrocampista | Daniele De Rossi    | 70' |
| 18         | Centrocampista | Riccardo Montolivo  |     |
| 6          | Centrocampista | Antonio Candreva    |     |
| 14         | Centrocampista | Stephan El Shaarawy |     |
| 11         | Delantero      | Alberto Gilardino   |     |
| Entrenador | Entrenador     | Cesare Prandelli    |     |

| 20 | Centrocampista | Álvaro González | 56'  |
| 6  | Centrocampista | Álvaro Pereira  | 81'  |
| 15 | Centrocampista | Diego Pérez     | 106' |

| 7  | Centrocampista | Alberto Aquilani     | 70' |
| 22 | Centrocampista | Emanuele Giaccherini | 82' |
| 19 | Defensa        | Leonardo Bonucci     | 95' |

| Amonestado | 8'  | Maximiliano Pereira |
| Amonestado | 61' | Luis Suárez         |

| Amonestado | 55' | Giorgio Chiellini  |
| Amonestado | 82' | Riccardo Montolivo |

| Otorgado · Expulsado | 110' | Riccardo Montolivo |

| Anotado | 58' | Edinson Cavani | 1-1 |
| Anotado | 76' | Edinson Cavani | 2-2 |

| Anotado | 24' | Davide Astori       | 0-1 |
| Anotado | 73' | Alessandro Diamanti | 1-2 |

| Diego Forlán   | Fallo de penal (Atajado) | 0 : 0 |                          |                      |
|                |                          | 0 : 1 | Acierto de penal         | Alberto Aquilani     |
|                |                          |       |                          |                      |
| Edinson Cavani | Acierto de penal         | 1 : 1 |                          |                      |
|                |                          | 1 : 2 | Acierto de penal         | Stephan El Shaarawy  |
| Luis Suárez    | Acierto de penal         | 2 : 2 |                          |                      |
|                |                          | 2 : 2 | Fallo de penal (Atajado) | Mattia De Sciglio    |
| Martín Cáceres | Fallo de penal (Atajado) | 2 : 2 |                          |                      |
|                |                          | 2 : 3 | Acierto de penal         | Emanuele Giaccherini |
| Walter Gargano | Fallo de penal (Atajado) | 2 : 3 |                          |                      |

| Árbitro             | Djamel Haimoudi   |
| Árbitros asistentes | Redouane Achik    |
| Árbitros asistentes | Abdelhak Etchiali |
| Cuarto Árbitro      | Yuichi Nishimura  |

| Estadísticas       | Bandera de Uruguay | Bandera de Italia |
| Tiros              | 21                 | 20                |
| Tiros a puerta     | 15                 | 11                |
| Faltas             | 19                 | 14                |
| Saques de esquina  | 8                  | 3                 |
| Tiros libres       | 25                 | 18                |
| Penalties          | 0                  | 0                 |
| Fueras de juego    | 6                  | 4                 |
| Tarjetas amarillas | 2                  | 3                 |
| Tarjetas rojas     | 0                  | 1                 |
| Posesión de balón  | 43%                | 57%               |

## Estadísticas
| Equipo | Equipo  | Gr. | Pts. | PJ | PG | PE | PP | GF | GC | Dif | Rend.  |
| ------ | ------- | --- | ---- | -- | -- | -- | -- | -- | -- | --- | ------ |
| 1      | Brasil  | A   | 15   | 5  | 5  | 0  | 0  | 14 | 3  | 11  | 100%   |
| 2      | España  | B   | 10   | 5  | 3  | 3  | 1  | 15 | 4  | 11  | 66.67% |
| 3      | Italia  | A   | 8    | 5  | 2  | 2  | 1  | 10 | 10 | 0   | 53.33% |
| 4      | Uruguay | B   | 7    | 5  | 2  | 1  | 2  | 14 | 7  | 7   | 46.67% |
| 5      | Nigeria | B   | 3    | 3  | 1  | 0  | 2  | 7  | 6  | 1   | 33.33% |
| 6      | México  | A   | 3    | 3  | 1  | 0  | 2  | 3  | 5  | -2  | 33.33% |
| 7      | Japón   | A   | 0    | 3  | 0  | 0  | 3  | 4  | 9  | -5  | 0%     |
| 8      | Tahití  | B   | 0    | 3  | 0  | 0  | 3  | 1  | 24 | -23 | 0%     |

### Goleadores
| Jugador              | Goles | As. | PJ | Minuto |
| -------------------- | ----- | --- | -- | ------ |
| Mario Balotelli      | 2     | 1   | 3  | 264'   |
| Emanuele Giaccherini | 1     | 2   | 5  | 376'   |
| Alessandro Diamanti  | 1     | 1   | 2  | 153'   |
| Andrea Pirlo         | 1     | 1   | 3  | 300'   |
| Sebastian Giovinco   | 1     | 0   | 2  | 89'    |
| Davide Astori        | 1     | 0   | 1  | 94'    |
| Daniele De Rossi     | 1     | 0   | 4  | 368'   |
| Giorgio Chiellini    | 1     | 0   | 5  | 510'   |